# Ушаков (хутор)

### История
Хутор  Ушаков (  изначально Медвежья  Поляна) основан  государственными  крестьянами  из  села  Красное  Коротоякского уезда около  1895 года .  К   1900 г   уже  имел постоянное население . В  4-х  избах  проживали 4  семьи  братьев Ушаковых ; Ивана , Василия , Леонтия(Леона)   и Егора , по  отцу  Андреевичи . Семьи  поселились  на  своих  землях  , выкупленных  у  помещика - дворянина  Асеева Николая  Ксенофонтовича .
Ушаков — хутор в Острогожском районе Воронежской области России.
Входит в состав городского поселения Острогожск.

## Население
| 2000 | 2005 | 2010 |
| ---- | ---- | ---- |
| 13   | ↘5   | ↘1   |

## Инфраструктура
В хуторе имеется одна улица — Центральная.